# Regione dell'Oberland
La regione dell'Oberland (ufficialmente, in tedesco, Verwaltungsregion Oberland, regione amministrativa dell'Oberland) è una delle 5 regioni amministrative in cui è suddiviso il Canton Berna, in Svizzera.

## Storia
La regione dell'Oberland fu creata il 1º gennaio 2010, nell'ambito della riforma amministrativa del Canton Berna. Comprende il territorio montuoso noto come Oberland Bernese.
Dal 1798 al 1802 costituì un Cantone della Repubblica Elvetica denominato Cantone Thun.

## Suddivisione
La regione dell'Oberland è suddivisa in 4 circondari amministrativi:
- Frutigen-Niedersimmental
- Interlaken-Oberhasli
- Obersimmental-Saanen
- Thun